# Maltahöhe
Maltahöhe – miasto w Namibii w regionie Hardap, 110 km na zachód od Mariental. Lokalizacja: 24°50'39"S, 16°59'46"E.
Miasto liczy w przybliżeniu 2400 mieszkańców (2005), zostało założone w 1895 i nazwane przez kapitana Henninga von Burgsdorfa, który dowodził miejscowym oddziałem policji w niemieckiej administracji kolonialnej, na cześć jego żony, Malty. W mieście znajduje się najstarszy w kraju hotel, Maltahöhe Hotel, założony w 1907 roku. Miasto jest centrum regionu hodowli owiec.
W pobliżu miasta leży twierdza Duwisib Castle.

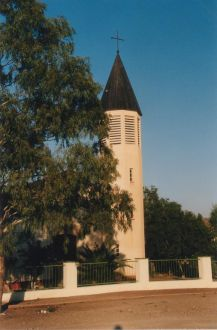
Kościół